# 안톤 모놋 주니어

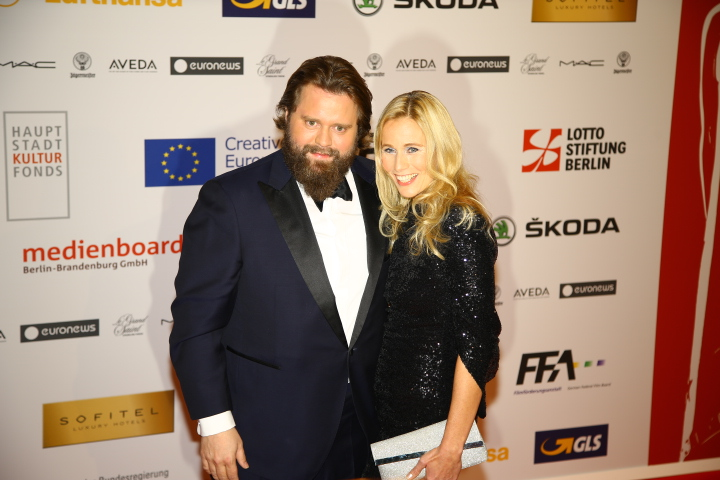

안톤 모놋 주니어(Antoine Monot Jr., 1975년 6월 22일 ~ )는 독일의 연극 배우, 영화배우, 영화 프로듀서이다.

## 영화
- 택시 (2015년)
- 완두콩 배의 롤라 (2014년) - 헤르
- 후 엠 아이 (2014년) - 파울
- 나의 가족 나의 도시 (2011년)
- 파우스트 (2011년)
- 앙리 4세 (2010년)
- 금발미녀 잔혹사 (2009년)
- 낙원은 서쪽이다 (2009년)
- 헤비레이싱 (2007년)
- 팬티 속의 개미 2 (2002년)
- 엑스페리먼트 (2001년) - 보시
- 강대국의 전쟁 (1998년)